# K (fiera)
K è una fiera internazionale della gomma e della plastica che si tiene a Düsseldorf (Germania) con cadenza triennale.
La prima edizione ebbe luogo nel 1952 con il nome di Wunder der Plastic (Le Meraviglie della Plastica), con 270 espositori, tutti tedeschi.
A partire dall'edizione del 1963 la fiera cominciò ad avere un carattere commerciale internazionale.
Nell'edizione 2010 ci sono stati 3.094 espositori provenienti da 56 paesi e 222.486 visitatori da 109 paesi.